# Vendin-lès-Béthune
Vendin-lès-Béthune település Franciaországban, Pas-de-Calais megyében. Lakosainak száma 2384 fő (2022. január 1.). Vendin-lès-Béthune Gonnehem, Annezin, Chocques, Hinges és Oblinghem községekkel határos.

## Népesség
A település népessége az elmúlt években az alábbi módon változott:
| Lakosok száma | 2416 | 2424 | 2456 | 2443 | 2452 | 2436 | 2413 | 2393 | 2384 |
|               | 2013 | 2015 | 2016 | 2017 | 2018 | 2019 | 2020 | 2021 | 2022 |